# Vîbiti
Vîbiti (rusă Выбити) este un sat din apropierea orașului Novgorod de pe râul Kalóșka, la zece kilometri de centrul administrativ - Solțî.

## Etimologie
Conform unei legende locale, numele satului provine de la verbul a bate (în rusă бить), fiindcă în Evul Mediu aici au fost învinși (bătuți) cavalerii teutoni. Se mai consideră că numele satelor din apropiere, Úpolzî, Úgoșea (care acum e o parte de Vîbiti) și Kuk au tot aceeași origine. În Ugoșea pe dușmani îi ospătau (din rusă угощать - a ospăta), în Vîbiti îi băteau, în Upolzî dușmanii plecau târâș (din rusă уползать - a târî), iar în Kuk (din rusă куковать - a se plânge) aceștia se plângeau. Este și o altă versiune originei numelor acestor sate. Când au năvălit lituanienii, ei au înconjurat detașamentul slav lângă unul din sate. Noaptea, combatanții slavi au trimis iscoade care se identificau imitând sunetele cucului. Asta a dat numele satului – Kuk. Apoi, prin drumul descoperit de iscoade, combatanții au pătruns târâș la noua poziție (unde apoi a apărut satul Upolzî), l-au învins pe dușman (Vâbiti) și apoi au chefuit (Ugoșea).

## Curiozitățile satului
În sat se găsește moșia principilor Vasilcikov care a aparținut acestora până la Revoluția din Octombrie. În perioada sovietică, moșia s-a transformat în centrul unuia din cele mai vechi colhozuri din țară - Sovhozul lui Lenin. În martie 1920, moșia «Vîbiti» a fost declarată monument istoric sub paza statului și aici a fost organizat unul din cele trei muzee de viața cotidiană din gubernia Novgorod, dar în 1975 a fost declarată monument arhitectonic de secole al XVIII-lea–al XIX-lea. Lângă moșie, este un parc cu suprafață de 60 ha ce are multe specii de arbori prețioși, acesta fiind de asemenea un monument istoric care aparținea principilor.

## Vîbiti în perioada sovietică
În 1918 a fost fondat sovhozul «Vîbiti». În 1924, după moartea lui V.I. Lenin, lucrătorii colhozului au decis să fabrice o cunună care să fie trimisă la înmormântarea conducătorului. Într-un răstimp scurt, cununa de frunze de palm și de lauri a fost făcută de grădinarul Vasili Ivanovici Iurkuns. Nu se știe precis cine a dus-o la Moscova, dar fotografia ei s-a păstrat și a fost publicată în anii 1968 și 1977 într-un ziar provincial.

## Cultură
În prezent în sat funcționează o casă de cultură și o bibliotecă.

## Vîbiti astăzi
În ziua de azi moșia Vasilcikovilor este aproape ruinată și nici nu este clasificată ca monument istoric. Parcul este într-o condiție puțin mai bună, numai că este poluat de gunoaie și stricat de urme de pași și de cauciuciri. În sat este o școală, o clinică și niște magazine.